# Сеник Корнило
Корнилій Сеник (3 січня 1862, Бережниця Королівська, нині Бережниця Жидачівського району — 19 грудня 1922) — український греко-католицький священник, громадський діяч, публіцист, москвофіл.

## Життєпис
Народився 3 січня 1862 року в сім'ї греко-католицького священика, внук Антонія Петрушевича.
Закінчив Львівську греко-католицьку семінарію. У 1884—1887 роках сотрудник, 1887—1889 років завідувач парохії. з 1889 року довголітній парох села Бережниця Королівська. Член «Товариства ім. Михайла Качковського», «Руської Ради», «Народної торгівлі», Товариства святого Апостола Павла, «Товариства виробу і торгівлі риз церковних» у Самборі, кооперативне товариство «Народний дім» (статут з 15.12.1899 р.) та ін. Як публіцист відомий брошурою «О выборах и собраниях (вечах)» (1897 року), кореспондент «Галичанина» у Жидачівському повіті. Обирався депутатом Жидачівської повітової ради.
1897 року заарештований за активну агітацію під час виборчої кампанії до Райхсрату. Засуджений під час так званого другого віденського політичного процесу проти москвофілів (1916 року) до смертної кари через повішання за зраду батьківщини. Через заступництво короля Іспанії Альфонса ХІІІ, цісар Франц Йозеф І замінив вирок довічним ув'зненням. Інтернований у концтаборі Талергоф (Австрія), був комендантом бараку, пляцкомендантом. Амністований 1916 року, повернувся додому.
Посол до Галицького сейму 9-го скликання (обраний 1908 року від IV курії округу Жидачів, член Російського клубу; після розколу 1909 року увійшов до складу клубу староруської партії на чолі з Михайлом Королем). Склав мандат 1912 року, замість нього в окрузі обрали отця Остапа Нижанківського.